# Кузьмин, Алексей Дмитриевич
Алексей Дмитриевич Кузьмин (26 сентября (8 октября) 1872, Оренбургская губерния — после 1919) — войсковой старшина, командир 26-го и 28-го Оренбургских казачьих полков, кавалер пяти орденов.

## Биография
Родился 26 сентября (8 октября) 1872 года в станице Таналыкской второго военного отдела Оренбургского казачьего войска в семье казачьего офицера, будущего войскового старшины Дмитрия Алексеевича Кузьмина (род. 1850) и его жены Христинии Николаевны. Получил общее образование в школе офицерских детей, после чего поступил в Оренбургское казачье юнкерское училище, из которого позже выпустился по второму разряду.
«Вступил в службу» в Русской Императорской армии в середине августа 1892 года. Через неполные четыре года, в середине мая 1896 года, был произведён в хорунжии. Стал казачьим сотником на границе веков, в начале июля 1900 года (со старшинством с середины мая), а подъесаулом — ровно через четыре года, в июле 1904 (со старшинством с мая). Чин есаула «иррегулярной кавалерии» достался Кузнецову уже после начала Первой мировой войны, в конце октября 1914 года, со старшинством с середины мая 1908. Стал войсковым старшиной за год до Февральской революции, со старшинством с середины февраля 1916 года.
В 1894 году проходил действительную службу в Оренбургском 5-м казачьем полку. С 1902 года был на льготе, после которой получил назначение в Оренбургский 9-й казачий полк (1904) — с этим соединением принял участие в Русско-Японской войне. По состоянию на 1907—1908 годы вновь числился в 5-м казачьем полку, а затем — с середины мая 1913 по 1914 год — в Оренбургском 15-м казачьем полку, в котором с августа 1914 командовал сотней.
С конца января 1917 года воевал в 15-й особой Оренбургском казачьей сотне, после чего, в 1918 году, оказался в составе комплекта казачьих полков. В период Гражданской войны, в начале января 1919 года, был назначен командующим Оренбургским 26-м казачьим полком — вступил в должность. В марте его соединение входило во II Оренбургский казачий корпус. Затем он имел под своим началом 26-й и 28-й Оренбургские полки (1919). Был отчислен от занимаемой должности «за болезнью» — оказался в распоряжении Войскового штаба Оренбургского войска.

## Награды
- Орден Святого Станислава 3 степени
- Орден Святой Анны 3 степени (1909)
- Орден Святой Анны 2 степени с мечами (1914—1917)
- Орден Святого Станислава 2 степени с мечами (1914—1917)
- Орден Святого Владимира 4 степени с мечами и бантом (1914—1917)[3]